# ليفان أرفيلادزه
ليفان أرفيلادزه (بالأوكرانية: Арвеладзе Леван Гівійович)‏ هو لاعب كرة قدم أوكراني في مركز الوسط، ولد في 6 أبريل 1993 في تبليسي في جورجيا. لعب مع زوريا لوهانسك.

## وصلات خارجية
- ليفان أرفيلادزه على موقع الاتحاد الأوربي (الإنجليزية)
- ليفان أرفيلادزه على موقع اتحاد أوكرانيا (الإنجليزية)
- ليفان أرفيلادزه على موقع قاعدة بيانات كرة القدم.إي يو (الإنجليزية)
- ليفان أرفيلادزه على موقع Soccerway.com (الإنجليزية)
- ليفان أرفيلادزه على موقع عالم كرة القدم.نت (الإنجليزية)